# Колм Тойбін
Колм Тойбін (англ. Colm Tóibín; 30 травня 1955 , Енніскорті, Вексфорд, Ірландія ) — ірландський письменник, журналіст, літературний критик. Пише англійською мовою.

## Біографія
Навчався в коледжі Святого Петра у Вексфорді. Працював барменом в Траморі. Закінчив Дублінський університетський коледж (1975). Жив у Барселоні, в 1978 році повернувся в Ірландію. Працював журналістом на журнал «Magill», в 1982—1985 роках був його головним редактором. Викладав в університетах США, нині професор Колумбійського університету і Манчестерського університету. Член Ірландської мистецької асоціації «Aosdána».

## Твори

### Романи
- Південь (англ. The South) (1990)
- The Heather Blazing (1992, Encore Award)
- Історія ночі (англ. The Story of the Night) (1996)
- The Blackwater Lightship (1999, короткий список Дублінської літературної премії, екранізований в 2004)
- Майстер (англ. The Master) (2004, Дублінська літературна премія, короткий список Букерівської премії, роман року за версією газети «Los Angeles Times», одна з десяти книг року за версією газети «The New York Times», Премія за кращу іноземну книгу[ru], 2005)
- Бруклін / (англ. Brooklyn) (2009, Премія Коста, екранізований в 2015)
- Заповіт Марії / (англ. The Testament of Mary) (2012, короткий список Букерівської премії)
- Long Island (2024, сиквел до роману "Бруклін")

### Книги оповідань
- Матері і сини (англ. Mothers and Sons) (2006)
- Зразкова сім'я (англ. The Empty Family) (2011)
- Заповіт Марії (англ. The Testament of Mary) (2012)
- Нора Вебстер, Скрібнер (англ. Nora Webster, Scribner) (2014)

### Драми
- Краса в розбитому місці (англ. Beauty in a Broken Place) (2004)

### Нон-фікшн
- Seeing is Believing: Moving Statues in Ireland (1985)
- Martyrs and Metaphors (1987)
- Walking along the border (1987, 2-е изд. 1994)
- Дублінці / (англ. Dubliners) (1990)
- На честь Барселони / (англ. Homage to Barcelona) (1990)
- The Trial of the Generals: Selected Journalism 1980—1990 (1990)
- The Sign of the Cross: Travels in Catholic Europe (1994)
- The Modern Library: The 200 Best Novels in English Since 1950 (1999, у співавторстві)
- Зубна щітка леді Грегорі/ (англ. Lady Gregory's Toothbrush) (2002)
- Любов у темні часи: Життя геїв від Уайльда до Альмодовара / (англ. Love in a Dark Time: Gay Lives from Wilde to Almodovar) (2002)
- The Use of Reason (2006)
- Все, що потрібно романістові: про Генрі Джеймса/ (англ. All a novelist needs: Colm Tóibín on Henry James) (2010)
- A Guest at the Feast. A Memoir (2011)
- Нові способи покінчити з матір'ю: письменники та їхні сім'ї / (англ. New Ways to Kill Your Mother: Writers and their Families) (2012)

## Екранізації
- 2004 яке розвіє тьму / (англ. The Blackwater Lightship) (США, Джон Ерман)
- 2015 Бруклін / (англ. Brooklyn) (Ірландія, Велика Британія; Джон Краулі)
- ? Священик в сім'ї / (англ. A Priest in the Family) (Австралія; Анні Фінстерер, Пітер Хамбл)

## Визнання
Літературна премія ПЕН-Клубу Ірландії (2011). Почесний доктор Ольстерського університету. Член Королівського літературного товариства.
Книжки письменника перекладені багатьма мовами, зокрема івритом і японською.